# 陳道濟
陳道濟（16世紀—17世紀），江西南康府星子縣人，明朝政治人物。

## 生平
陳道濟是萬曆十九年（1591年）舉人，次年（1592年）會試中副榜，署任廣濟教諭。他自幼居住在廬山山腳，以秀才異等入讀白鹿洞書院讀書，同時的人奉為嚴師，署任教諭三年間也提拔不少士子。

## 引用
1. 1 2  同治《廣濟縣志·卷五·職官志》：陳道濟，南康人，萬厯辛卯舉人，會試中禮闈副榜，署邑教諭。道濟幼居廬山之麓，以茂才異等選入白鹿洞讀書，同時諸君奉為嚴師；署邑學三載，鼓舞多士。 同上（丁未縣志）
2. ↑  同治《星子縣志·卷九·選舉志》：舉人……明……萬厯……陳道濟 辛卯陳幼良榜，仕廣濟教諭